# Bogiç-Palvar
Bogiç-Palvar är en ort i Albanien.   Den ligger i prefekturen Qarku i Shkodrës, i den norra delen av landet, 100 km norr om huvudstaden Tirana. Bogiç-Palvar ligger 64 meter över havet och antalet invånare är 670.
Terrängen runt Bogiç-Palvar är platt åt sydväst, men åt nordost är den kuperad.  
Trakten runt Bogiç-Palvar består till största delen av jordbruksmark.  Runt Bogiç-Palvar är det ganska tätbefolkat, med 96 invånare per kvadratkilometer.